# Katolska kyrkan på Färöarna
Katolska kyrkan på Färöarna (Katólska Kirkjan í Føroyum) har 150 permanentboende medlemmar av 23 olika nationaliteter.  Omkring hälften av dessa bor i Tórshavn, där Mariukirkjan fungerar som församlingskyrka och  klosterkyrka för franciskanersystrarna.

## Färöarna blir katolskt
- Omkring år 625 antas iriska munkar ha flyttat till Färöarna, där de levde eremitliv och introducerade får och havre på öarna. Då de första vikingarna 795 kom till öarna stötte de på dessa munkar som strax efteråt lär ha flyttat vidare till Island.
- År 999 sände Olav Tryggvason, Norges kung, den färöiska hövdingen Sigmundur Brestisson till Färöarna tillsammans med präster för att döpa folket och lära dem det viktigaste  i den romersk-katolska tron. Sigmundur dödas i konflikt med de asatroendes ledare Tróndur í Gøtu.
- 1047-1067 var Bernhard Saxaren missionsbiskop på öarna, något som även Ryngerus var i slutet av seklet.
- 1100 blir Färöarna utbrutet ur norska Selje stift och organiserat som ett stift under ärkestiftet Hamburg-Bremen. Den första reguljära biskopen heter Gudmund. 1104 blir Lunds stift ärkebiskopssäte för Norden och därmed även Färöarna.
- 1111 utser Gudmunds efterträdare, biskop Orm Kirkjubøur till stiftets biskopssäte. De följande 400 åren satt 34 katolska biskopar i Kirkjubøur. Från 1170-talet löd dessa under ärkebiskopen i Nidaros stift.
- På 1200-talet byggdes Olavskyrkan, domkyrkan i Kirkjubøur.
- 1269-1308 var den norskfödde Erlendur biskop. Han påbörjade bygget av Magnuskatedralen i Kirkjubøur som, fortfarande är det främsta monumentet över den katolska tiden på Färöarna. Erlendur var förmodligen också författaren bakom Seyðabrævið, Färöarnas äldsta bevarade dokument.

### Biskopar
| År            | Namn                      |
| ca. 1100–1137 | Gudmund                   |
| 1138–?        | Orm                       |
| ?–1157        | Martin I                  |
| 1158–1162     | Vakant                    |
| 1162–1174     | Roe                       |
| ?–1212        | Svend                     |
| 1213–1214     | Olav                      |
| 1215          | Vakant                    |
| 1216–1237     | Serquirus (eller Sverker) |
| ?–1243        | Bergsven                  |
| ca. 1245      | Nikolaus                  |
| 1246–1257     | Peter                     |
| 1258–1260/61  | Vakant                    |
| 1261/62–1268  | Gaute                     |
| 1269–1308     | Erlendur                  |
| 1309–1312     | Vakant                    |
| 1313–1316     | Lodin                     |
| 1317–1319     | Vakant                    |
| 1320–?        | Signar                    |
| ?             | Gevard                    |
| 1343–1348     | Håvard                    |
| 1349          | Vakant                    |
| 1350–1359     | Arne I                    |
| 1359–1369     | Arne II Svæla             |
| ?             | Andreas                   |
| ?             | Arnold                    |
| 1381          | Rikard                    |
| 1385–?        | William Northbrigg        |
| ?             | Vigbold (eller Vigbald)   |
| 1391          | Philip Gudbrandsson       |
| 1392          | Halgeir                   |
| 1408–1430     | Jon I den tyske           |
| 1432–1434     | Severinus                 |
| 1434          | Jon II den dominikanske   |
| 1434–?        | Jon III hövdingen         |
| 1441/42–1451  | Hemming                   |
| 1452–1453     | Vakant                    |
| 1453–?        | Jon IV                    |
| ?             | Martin II                 |
| ?–1532        | Kilianus                  |
| 1532–1538     | Ámundur Ólavsson          |

## Från reformationen och fram till idag

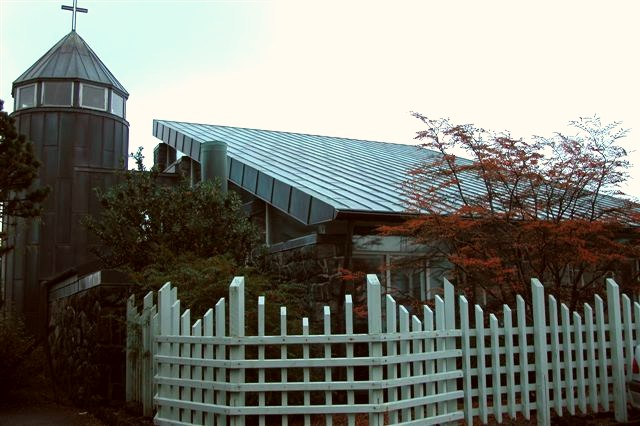
Mariakyrkan i huvudstaden Tórshavn

- 1535 avsatte Kristian III av Danmark det norska riksrådet och gjorde Norge (och därmed även Färöarna) till en del av Danmark. 1537 genomfördes reformationen, som även kom att omfatta Norge och Färöarna. Vid reformationen blev det gamla stiftet nedlagt och så även prästskolan. Den sista katolske biskopen Ámundur Ólavsson avgick 1538. Kungen tog över all mark som den katolska kyrkan hade ägt på Färöarna och kyrkospråket blev danska.
- Efter religionsfrihetens införande år 1849 försökte den katolska kyrkan att åter etablera sig på Färöarna. Prästen Georg Bauer, som härstammade från Bayern, kom till landet 1857. Bauer byggde en kyrka i stadsdelen Rættará, i huvudstaden Tórshavn men lyckades inte värva så många konvertiter. Då han 1880 lämnade Färöarna fick han ingen efterträdare och kyrkan förföll. Tio år senare bodde enbart en katolik på Färöarna, en kvinna på Hvítanes som hade sitt eget kapell där. En gång om året fick hon besök av en katolsk präst från Köpenhamn som kom och höll mässa för henne.
- 1931 lyckades den romersk-katolska kyrkan slutligen få fotfäste på Färöarna. Franciskanersystrar byggde en kommunitet i Bringsnagøtu. Samma år anlände två nyutbildade präster, E G Boekenogen och Thomas King, till öarna och invigde en liten kyrka i samma lokal, den 23 maj. De första som sökte sig till kyrkan var några gamla människor som i barndomen deltagit i Georg Bauers verksamhet.
- 1933 lät nunnorna även bygga St Franciskus-skolan i Varðagøtu, efter ritning av arkitekt H C W Tórgarð. I anslutning till skolan byggdes en ny kyrka, Mariakyrkan (invigd den 19 december) sedan den tidigare kyrkan i Bringsnagøta blivit för liten.
- Efter hand växte man även ur den nya kyrkan och den 30 augusti 1987 invigdes den nuvarande Mariukirkjan i Tórshavn.